# Hyposmocoma saliaris
Hyposmocoma saliaris — вид моли эндемичного гавайского рода Hyposmocoma.

## Распространение
Встречается на острове Гавайи. Типичное местообитание — район Кона.